# Point Hope
Point Hope (Inupiaq: Tikiġaq) – miasto w okręgu North Slope na Alasce. Ulokowane jest na zachodnim krańcu półwyspu Lisburne, na wybrzeżu Morza Czukockiego. Według spisu ludności z 2010 roku liczba mieszkańców wyniosła 674, z czego ponad 87 % to rdzenni mieszkańcy. W roku 2023 liczba mieszkańców wzrosła do 781 osób, a gęstość zaludnienia do 47 osób/km².

## Historia
Przed powstaniem obecnego miasta, jego tereny zamieszkiwała jedna z inuickich grup, która nazywała je Tikiġaq, co oznacza „palec wskazujący”. Na rosyjskich mapach widnieje ono pod nazwą „Tiekaga” oraz „Tiekagagmiut”. Jego ulokowanie na krańcu półwyspu Lisburne, ułatwiało dawnym mieszkańcom polowanie na wieloryby pływające w pobliskich wodach. Z ich kości i wyrzuconego na brzeg drewna Inuici budowali ziemianki, których resztki dostarczają dziś archeologom wielu cennych informacji. Helge Larsen stwierdził, że jest to zdecydowanie najobszerniejsze, najlepiej zachowane i opisane miejsce w cały rejonie polarnym.
Pierwszymi udokumentowanymi Europejczykami, którzy ujrzeli przylądek byli rosyjscy odkrywcy Michaił Wasiliew i Gleb Szyszmariow płynący statkami Otkrietie i Blagonamierennie należącymi do Marynarki Wojennej Imperium Rosyjskiego. Na cześć admirała Wasilija Gołowina nazwali go Mys Golovnina.
W 1826 roku kapitan Royal Navy, Frederick William Beechey zmienił nazwę przylądka na Point Hope. Nadał ją na cześć sir Williama Johnstone’a Hope’a.
W 1958 roku mieszkańcy skutecznie przeciwstawili się Projektowi Chariot, który zakładał detonację ładunku termojądrowego w odległości 48 km od osady, w celu stworzenia sztucznego portu, którym miał być wykorzystywany trzy razy w roku.
5 stycznia 1966 roku Point Hop otrzymało status miasta.

## Demografia
Według spisu ludności z 2000 r. miasto liczyło 757 mieszkańców, 186 gospodarstw domowych i 151 rodzin. Gęstość zaludnienia wyniosła 46,1 osób na km². Rdzenni mieszkańcy stanowili 87,05 procent, biali 8,72, a pozostali (Hiszpanie, Latynosi, azjaci) 4,23 procent.
Dzieci poniżej osiemnastego roku życia stanowiły 42,5 procent populacji, osoby od 18 do 24 roku życia 11,6%, od 25 do 44 lat – 26,0%, od 45 do 64 – 14,7%, a osoby powyżej 65 lat – 5,2%. Średni wiek wyniósł 22 lat, a na każde 100 kobiet przypadało 122 mężczyzn.
Średni dochód gospodarstw domowych wyniósł 63 125 dolarów, a średni dochód rodzin 66 250 dolarów. Około 15 procent mieszkańców żyło poniżej granicy ubóstwa.